# جيمس ك. بارسونز
جيمس ك. بارسونز (بالإنجليزية: James K. Parsons)‏ هو عسكري أمريكي، ولد في 11 فبراير 1877 في روكفورد في الولايات المتحدة، وتوفي في 8 نوفمبر 1960 في البندقية في إيطاليا.